# 안강중학교
안강중학교(安康中學校)는 대한민국 경상북도 경주시 안강읍 안강리에 있는 공립 중학교이다.

## 학교 연혁
- 1949년 9월 30일 : 안강농림중학원 설립 인가
- 1949년 11월 3일 : 안강농림중학원 개교
- 1951년 9월 1일 : 사립 초대 교장 홍종범 취임
- 1951년 12월 23일 : 안강중학교 설립 인가(6학급)
- 1959년 4월 1일 : 공립 안강중학교 개교
- 1971년 1월 29일 : 안강중학교 21학급 인가
- 2022년 3월 1일 : 제27대 양재영 교장 취임
- 2023년 1월 4일 : 제72회 졸업식 거행(졸업생 82명, 졸업생 누계 18,248명)
- 2023년 3월 2일 : 신입생 입학(3학급 65명)

## 참고 자료
- 안강중학교 - 한국교육학술정보원 학교알리미